# فاشيون ساكالا
فاشيون ساكالا (مواليد 14 مارس 1997) هو لاعب كرة قدم زامبي يلعب في مركز المهاجم في نادي رينجرز.

## روابط خارجية
- فاشيون ساكالا على موقع قاعدة بيانات كرة القدم.إي يو (الإنجليزية)
- فاشيون ساكالا على موقع ليكيب (الفرنسية)
- فاشيون ساكالا على موقع ناشيونال فوتبول تيمز (الإنجليزية)
- فاشيون ساكالا على موقع Soccerbase.com (لاعب) (الإنجليزية)
- فاشيون ساكالا على موقع Soccerway.com (الإنجليزية)